# Carbocromen
Carbocromen ist eine chemische Verbindung aus der Gruppe der Cumarine und Chromene. Es ist ein Derivat des Visnadin und sein Hauptmetabolit ist die Carbocromensäure.

## Gewinnung und Darstellung
Carbocromen kann durch Reaktion von 3β-Diethylaminoethyl-4-methyl-7-hydroxycumarinchlorhydrat mit Bromessigsäureethylester in Methylethylketon mit Kaliumcarbonat gewonnen werden.

## Pharmakologie
Die Bioverfügbarkeit beträgt 30–50 %, die Halbwertszeit beträgt eine bis anderthalb Stunden, die Ausscheidung erfolgt zu 50–70 % über den Stuhl und zu 30–50 % über den Urin.

## Verwendung
Carbocromen wird in Form seines Hydrochlorids als Koronardilatator zur Behandlung leichter Formen von Angina Pectoris verwendet und wurde zwischen 1963 und 1966 als Koronardilatator von Cassella patentiert. Es spielt heute therapeutisch keine Rolle mehr, da die Effekte therapeutisch nicht nutzbar oder sogar schädlich sind.